# Ophiomyxa neglecta
Ophiomyxa neglecta är en ormstjärneart som först beskrevs av Jean Baptiste François René Koehler 1904.  Ophiomyxa neglecta ingår i släktet Ophiomyxa och familjen skinnormstjärnor. Inga underarter finns listade i Catalogue of Life.